# Andrej Pavicevic
Andrej Pavicevic (ur. 26 maja 1975 roku w Sydney) – australijski kierowca wyścigowy.

## Kariera
Pavicevic rozpoczął karierę w wyścigach samochodowych w 1994 roku od startów w Australian Production Car Championship. Z dorobkiem trzech punktów uplasował się tam na dziewiętnastej pozycji w klasyfikacji generalnej. W klasie B był szósty. W późniejszych latach pojawiał się także w stawce Eastern Creek 12 Hour, Kumho Suzuki GTi Cup, Eagle Boys 3 Hour Bathurst Showroom Showdown, Bathurst 1000, Super Touring GT-P Race, Brytyjskiej Formuły 3, Formuły 3000 oraz Włoskiej Formuły 3000.
W Formule 3000 Australijczyk wystartował w czterech wyścigach sezonu 1999 z brytyjską ekipą Fortec Motorsport. Nigdy jednak nie zdołał zdobyć punktów. Został sklasyfikowany na 33 pozycji w końcowej klasyfikacji kierowców.